# Vila Rica
Vila Rica es un municipio brasileño del estado de Mato Grosso. Su población estimada en 2022 era de 19.888 habitantes, lo que representa una disminución del 6,99% en relación con el último censo de 2010.